# Saison 2018-2019 du Fortuna Düsseldorf
Maillots
Chronologie
Saison précédente Saison suivante
La saison 2018-2019 est la 1re saison du Fortuna Düsseldorf depuis son retour en Bundesliga.

## Transferts

### Transferts estivaux
| Nom                 | Nationalité | Poste     | Transfert                | Provenance/Destination | Division       |
| ------------------- | ----------- | --------- | ------------------------ | ---------------------- | -------------- |
| Arrivées            |             |           |                          |                        |                |
| Aymen Barkok        | Allemagne   | Milieu    | Prêt                     | Eintracht Francfort    | Bundesliga     |
| Diego Contento      | Allemagne   | Défenseur | Transfert libre          | Girondins de Bordeaux  | Ligue 1        |
| Marvin Ducksch      | Allemagne   | Attaquant | Transfert libre          | FC Sankt Pauli         | 2. Bundesliga  |
| Kenan Karaman       | Turquie     | Défenseur | Transfert libre          | Hanovre 96             | Bundesliga     |
| Davor Lovren        | Croatie     | Attaquant | Transfert libre          | Dinamo Zagreb          | Prva HNL       |
| Dodi Lukebakio      | Belgique    | Attaquant | Prêt                     | Watford FC             | Premier League |
| Alfredo Morales     | États-Unis  | Milieu    | Transfert libre          | FC Ingolstadt 04       | 2. Bundesliga  |
| Kevin Stöger        | Autriche    | Milieu    | Transfert gratuit        | VfL Bochum             | 2. Bundesliga  |
| Jean Zimmer         | Allemagne   | Défenseur | Transfert €0.90 millions | VfB Stuttgart          | Bundesliga     |
| Matthias Zimmermann | Allemagne   | Milieu    | Transfert libre          | VfB Stuttgart          | Bundesliga     |
| Départs             |             |           |                          |                        |                |

### Transferts hivernaux
| Nom             | Nationalité | Poste     | Transfert | Provenance/Destination | Division       |
| --------------- | ----------- | --------- | --------- | ---------------------- | -------------- |
| Arrivées        |             |           |           |                        |                |
| Jaroslav Drobný | Tchèque     | Gardien   | Transfert | Werder Brême           | Bundesliga     |
| Markus Suttner  | Autriche    | Défenseur | Prêt      | Brighton               | Premier League |
| Départs         |             |           |           |                        |                |
| Håvard Nielsen  | Norvège     | Attaquant | Prêt      | MSV Duisbourg          | 2.Bundesliga   |

## Compétitions
| Dixième 44 points | Premier tour |
| 13V 5N 16D        | 2V 0N 0D     |
| TOTAL: 15V 5N 16D |              |

### Championnat

#### Classement
| Rang | Équipe               | Pts | J  | G  | N  | P  | Bp | Bc | Diff |
| ---- | -------------------- | --- | -- | -- | -- | -- | -- | -- | ---- |
| 8    | Werder Brême         | 53  | 34 | 14 | 11 | 9  | 58 | 49 | +9   |
| 9    | Hoffenheim           | 51  | 34 | 13 | 12 | 9  | 70 | 52 | +18  |
| 10   | Fortuna Düsseldorf P | 44  | 34 | 13 | 5  | 16 | 49 | 65 | −16  |
| 11   | Hertha Berlin        | 43  | 34 | 11 | 10 | 13 | 49 | 57 | −8   |
| 12   | FSV Mayence          | 43  | 34 | 12 | 7  | 15 | 46 | 57 | −11  |

#### Évolution du classement et des résultats
| Résultat | D   | N   | V  | N  | D   | D   | D   | D   | D   | D   | V   | N   | D   | D   | V   | V   | V   | V   | D   | N   | V   | D   | V   | V   | D   | D   | V   | V   | D   | D   | V   | N   | D   | V   | — | — | — |
| Rang     | 11e | 12e | 8e | 9e | 13e | 15e | 17e | 18e | 17e | 17e | 17e | 17e | 18e | 18e | 16e | 15e | 14e | 14e | 14e | 14e | 12e | 12e | 12e | 11e | 11e | 12e | 11e | 10e | 10e | 10e | 10e | 10e | 11e | 10e | 0 |   |   |

## Joueurs et encadrement technique

### Effectif professionnel
Le tableau suivant liste l'effectif professionnel du Fortuna Düsseldorf pour la saison 2018-2019.

## Statistiques

### Statistiques collectives
| Compétition       | Débute au tour | Termine | Matches joués | Gagnés | Nuls | Perdus | Buts pour | Buts contre | Différence |
| ----------------- | -------------- | ------- | ------------- | ------ | ---- | ------ | --------- | ----------- | ---------- |
| Bundesliga        | -              | Dixième | 34            | 13     | 5    | 16     | 49        | 65          | -16        |
| Coupe d'Allemagne | Premier tour   | -       | 2             | 2      | 0    | 0      | 10        | 1           | +9         |
| Total             | -              | -       | 36            | 15     | 5    | 16     | 59        | 66          | -7         |

### Statistiques individuelles
(Mis à jour le 28 décembre 2018)
| Numéro | Nat. | Nom        | Championnat | Championnat | Championnat    | Championnat | Championnat  | Coupe d'Allemagne | Coupe d'Allemagne | Coupe d'Allemagne | Coupe d'Allemagne | Coupe d'Allemagne | Total | Total       | Total          | Total  | Total        |
| Numéro | Nat. | Nom        | M.j.        | But inscrit | Passe décisive | Averti      | Carton rouge | M.j.              | But inscrit       | Passe décisive    | Averti            | Carton rouge      | M.j.  | But inscrit | Passe décisive | Averti | Carton rouge |
| ------ | ---- | ---------- | ----------- | ----------- | -------------- | ----------- | ------------ | ----------------- | ----------------- | ----------------- | ----------------- | ----------------- | ----- | ----------- | -------------- | ------ | ------------ |
| 1      |      | Rensing    | 17          | 0           | 0              | 0           | 0            | 1                 | 0                 | 1                 | 0                 | 0                 | 18    | 0           | 1              | 0      | 0            |
| 3      |      | Hoffmann   | 2           | 0           | 0              | 1           | 0            | 1                 | 0                 | 0                 | 0                 | 0                 | 3     | 0           | 0              | 1      | 0            |
| 5      |      | Ayhan      | 13          | 2           | 0              | 3           | 0            | 2                 | 0                 | 0                 | 0                 | 0                 | 15    | 2           | 0              | 3      | 0            |
| 6      |      | Morales    | 11          | 1           | 0              | 3           | 0            | 2                 | 0                 | 0                 | 1                 | 0                 | 13    | 1           | 0              | 4      | 0            |
| 7      |      | Fink       | 7           | 1           | 0              | 1           | 0            | 0                 | 0                 | 0                 | 0                 | 0                 | 7     | 1           | 0              | 1      | 0            |
| 8      |      | Barkok     | 2           | 0           | 0              | 0           | 0            | 0                 | 0                 | 0                 | 0                 | 0                 | 2     | 0           | 0              | 0      | 0            |
| 9      |      | Raman      | 14          | 3           | 0              | 0           | 0            | 2                 | 0                 | 1                 | 0                 | 0                 | 16    | 4           | 1              | 0      | 0            |
| 10     |      | Ducksch    | 10          | 0           | 1              | 0           | 0            | 2                 | 2                 | 0                 | 0                 | 0                 | 12    | 3           | 1              | 0      | 0            |
| 11     |      | Karaman    | 9           | 0           | 0              | 0           | 0            | 1                 | 0                 | 1                 | 0                 | 0                 | 10    | 0           | 1              | 0      | 0            |
| 13     |      | Bodzek     | 13          | 0           | 0              | 4           | 0            | 0                 | 0                 | 0                 | 0                 | 0                 | 13    | 0           | 0              | 4      | 0            |
| 16     |      | Nielsen    | 0           | 0           | 0              | 0           | 0            | 1                 | 0                 | 0                 | 0                 | 0                 | 1     | 0           | 0              | 0      | 0            |
| 19     |      | Lovren     | 2           | 0           | 0              | 0           | 0            | 0                 | 0                 | 0                 | 0                 | 0                 | 2     | 0           | 0              | 0      | 0            |
| 20     |      | Lukebakio  | 15          | 7           | 0              | 2           | 0            | 2                 | 4                 | 1                 | 0                 | 0                 | 17    | 11          | 1              | 2      | 0            |
| 22     |      | Stöger     | 11          | 0           | 2              | 4           | 0            | 2                 | 1                 | 2                 | 0                 | 0                 | 13    | 1           | 4              | 4      | 0            |
| 23     |      | Gießelmann | 16          | 0           | 4              | 2           | 0            | 2                 | 0                 | 1                 | 0                 | 0                 | 18    | 0           | 5              | 2      | 0            |
| 25     |      | Zimmermann | 17          | 1           | 3              | 3           | 0            | 1                 | 0                 | 0                 | 1                 | 0                 | 18    | 1           | 3              | 4      | 0            |
| 26     |      | Contento   | 0           | 0           | 0              | 0           | 0            | 1                 | 0                 | 0                 | 0                 | 0                 | 1     | 0           | 0              | 0      | 0            |
| 28     |      | Hennings   | 16          | 2           | 2              | 3           | 0            | 2                 | 1                 | 1                 | 0                 | 0                 | 18    | 3           | 3              | 3      | 0            |
| 30     |      | Wolf       | 0           | 0           | 0              | 0           | 0            | 1                 | 0                 | 0                 | 0                 | 0                 | 1     | 0           | 0              | 0      | 0            |
| 31     |      | Sobottka   | 9           | 0           | 0              | 2           | 0            | 1                 | 0                 | 0                 | 0                 | 0                 | 10    | 0           | 0              | 2      | 0            |
| 33     |      | Usami      | 12          | 1           | 2              | 0           | 0            | 1                 | 0                 | 1                 | 1                 | 0                 | 13    | 1           | 3              | 1      | 0            |
| 32     |      | Bormuth    | 7           | 0           | 0              | 2           | 0            | 1                 | 0                 | 0                 | 0                 | 0                 | 8     | 0           | 0              | 2      | 0            |
| 35     |      | Kamiński   | 14          | 0           | 1              | 0           | 0            | 0                 | 0                 | 0                 | 0                 | 0                 | 14    | 0           | 1              | 0      | 0            |
| 39     |      | Zimmer     | 16          | 1           | 1              | 3           | 0            | 2                 | 0                 | 1                 | 0                 | 0                 | 18    | 1           | 2              | 3      | 0            |